# Étienne Goyémidé
Œuvres principales
- Le silence de la forêt (1984)
- Le dernier survivant de la caravane (1985)

Étienne Goyémidé est un écrivain et dramaturge centrafricain né à Ippy en 1942 et mort le 17 mars 1997. Il fut ministre de l'Enseignement et de la Recherche de 1991 à 1992.
Ses deux romans les plus connus sont Le silence de la forêt (1984) et Le dernier survivant de la caravane (1985). Le Silence de la forêt fut adapté au cinéma en 2003 par Didier Florent Ouénangaré et Bassek Ba Kobhio.

## Biographie
Né à Ippy en 1942, Étienne Goyémidé obtient une licence ès sciences de l'éducation ainsi qu'un diplôme d'anglais. Il travaille par la suite dans l'enseignement et devient directeur d'une imprimerie. Il est également directeur de la Troupe Nationale de Centrafrique, et écrit de nombreuses pièces de théâtre.
Son premier roman, Le silence de la forêt, publié en 1984 chez Hatier, raconte l'histoire d'un fonctionnaire centrafricain qui abandonne tout pour faire un voyage en forêt et rencontre des pygmées Babinga. À travers l'expérience du personnage principal chez ce peuple, Étienne Goyémidé critique dans ce roman les méfaits de la civilisation occidentale et encourage à retourner à des valeurs plus traditionnelles. Le film tiré de ce roman en 2003 fut réalisé par Bassek Ba Kobhio et le réalisateur centrafricain Didier Florent Ouénangaré, et bénéficia du soutien financier du « Fonds francophone de production audiovisuelle du Sud ». Il fit également partie de la sélection de la Quinzaine des réalisateurs du Festival de Cannes 2003, et reçut une mention spéciale au Festival de Namur 2003.
Son deuxième roman, Le Dernier Survivant de la caravane, publié chez Hatier en 1985, a pour thème l'esclavage des africains noirs perpétré par les musulmans nord-africains. L'histoire est écrite sous la forme d'un conte, raconté par un griot aux enfants de son village, et relate la razzia violente menée sur un village africain et l'enlèvement de ses habitants par les arabes à la fin du XIXe siècle,. Le roman fut réédité en 1998 par la maison d'édition Le Serpent à Plumes (aujourd'hui appartenant aux éditions du Rocher) pour commémorer l'abolition de l'esclavage en France.
Étienne Goyémidé fut ministre de l'Enseignement et de la Recherche de 1991 à 1992. En 1993, il reçoit une bourse du Centre national du livre (France).

## Publications

### Théâtre
- La petite leçon, 1976
- Le Monsieur de Paris, 1978
- Au pied du Kapokier, 1978
- Mes respects Monsieur le Directeur, 1978
- Le vertige, 1981
- Les mangeurs de poulets crevés, 1983
- Responsabilité collective, 1988
- Demain... la liberté

### Romans
- Le silence de la forêt, Hatier, 1984
- Le dernier survivant de la caravane, Hatier, 1985 (réédité par Le Serpent à Plumes en 1998)
- Au nom de la loi, Hatier, 1989

### Nouvelles
- La vengeance noire, 1984
- « La fille du ciné-bar », dans Un voyage comme tant d'autres (ouvrage collectif) de Maliza-Mwina Kintende, Hatier, 1984  (ISBN 2-218-07126-6)